# Лижне двоборство на зимових Олімпійських іграх 1988
Змагання з лижного двоборства на зимових Олімпійських іграх 1988 тривали з 23 до 28 лютого. Розіграно два комплекти нагород. У рамках змагань стрибки з трампліна відбулися в Канадському олімпійському парку в Калгарі, а лижні перегони - в центрі лижних видів спорту в Кенморі (Канада).
На Іграх у Калгарі відбулись дві суттєві зміни в програмі лижного двоборства. МОК додав до програми командні змагання, так що вперше в лижному двоборстві на Олімпіаді розігрували два комплекти нагород. В особистих змаганнях попередню бальну систему замінили на  систему Ґундерсена, де різниця в сумі балів за стрибки з трампліна означає відставання в часі на старті лижних перегонів. Отож учасник, який першим перетинає фінішну лінію в лижних перегонах, і є олімпійським чемпіоном.

## Чемпіони та призери

### Таблиця медалей
| Місце              | Країна             | Золото | Срібло | Бронза | Загалом |
| ------------------ | ------------------ | ------ | ------ | ------ | ------- |
| 1                  | Швейцарія          | 1      | 1      | 0      | 2       |
| 2                  | Західна Німеччина  | 1      | 0      | 0      | 1       |
| 3                  | Австрія            | 0      | 1      | 1      | 2       |
| 4                  | СРСР               | 0      | 0      | 1      | 1       |
| Загалом (4 збірні) | Загалом (4 збірні) | 2      | 2      | 2      | 6       |

### Дисципліни
| Дисципліна             | Золото                                                            | Золото    | Срібло                                                   | Срібло    | Бронза                                                          | Бронза    |
| ---------------------- | ----------------------------------------------------------------- | --------- | -------------------------------------------------------- | --------- | --------------------------------------------------------------- | --------- |
| Індивідуальні змагання | Іпполіт Кемпф · Швейцарія                                         | 39:27.5   | Клаус Зульценбахер · Австрія                             | 39:46.5   | Аллар Леванді · СРСР                                            | 40:31.8   |
| Командні змагання      | Західна Німеччина · Ганс-Петер Поль · Губерт Шварц · Томас Мюллер | 1:20:46.0 | Швейцарія · Андреас Шад · Іпполіт Кемпф · Фреді Ґланцман | 1:20:49.4 | Австрія · Гюнтер Ксар · Гансйорг Ашенвальд · Клаус Зульценбахер | 1:21:16.9 |

## Країни-учасниці
У змаганнях з лижного двоборства на Олімпійських іграх у Калгарі взяли участь спортсмени 13-ти країн.
- Австрія (4)
- Канада (1)
- Фінляндія (4)
- Франція (1)
- Західна Німеччина (2)
- НДР (4)
- Японія (3)
- Норвегія (4)
- Польща (1)
- Швейцарія (4)
- Чехословаччина (4)
- СРСР (4)
- США (4)